# 関根直也
関根 直也（せきね なおや、1991年11月20日 - ）は、日本の男性声優、俳優、元子役。

## 出演作品

### テレビドラマ
- 奥様は魔女
- 光とともに

### テレビ番組
- ぴったんこカンカン
- てんこもり！
- こたえてちょーだい

### テレビアニメ
- 蟲師（賢郎）
- RED GARDEN（エルヴェ（幼））

### OVA
- テイルズ オブ ファンタジア THE ANIMATION（オリジン）

### 映画
- ふるさと-JAPAN（柳沢明）
- チャーリーとチョコレート工場

### 吹き替え
- A.I.
- WITHOUT A TRACE/FBI 失踪者を追え!（セルジオ）
- シャークボーイ&マグマガール 3-D
- オリバー・ツイスト

### 舞台
- 火山灰地（子供たち）
- 家なき子（ガロフォリ一座）
- 空色勾玉（伊吹御子）